# Avatar
En el marco del hinduismo, un avatar (अवतार; Archivo de audio "ɐʋɐt̪aːɾɐ" no encontrado) es un concepto dentro del hinduismo que en sánscrito significa literalmente descenso. Significa la aparición material o encarnación de una deidad poderosa, o espíritu en la Tierra. El verbo relativo «posarse, hacer su aparición» se utiliza a veces para referirse a cualquier gurú o ser humano venerado. es la encarnación terrestre de un dios; siendo los más conocidos en particular los de la divinidad Vishnú. Es el equivalente en mitología comparada de los semidioses griegos y romanos.

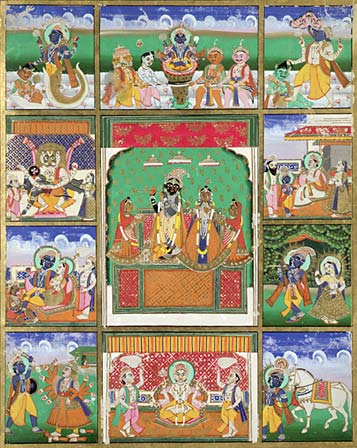
Los diez avatares de Visnú, según una pintura krisnaísta (en el sentido de las agujas del reloj, desde la esquina superior izquierda): Matsia, Kurma, Varaja, Vamaná, Krisna, Kalki, Buda, Parasuram, Rama y Narasinja; en el centro: Krisna con Radha.

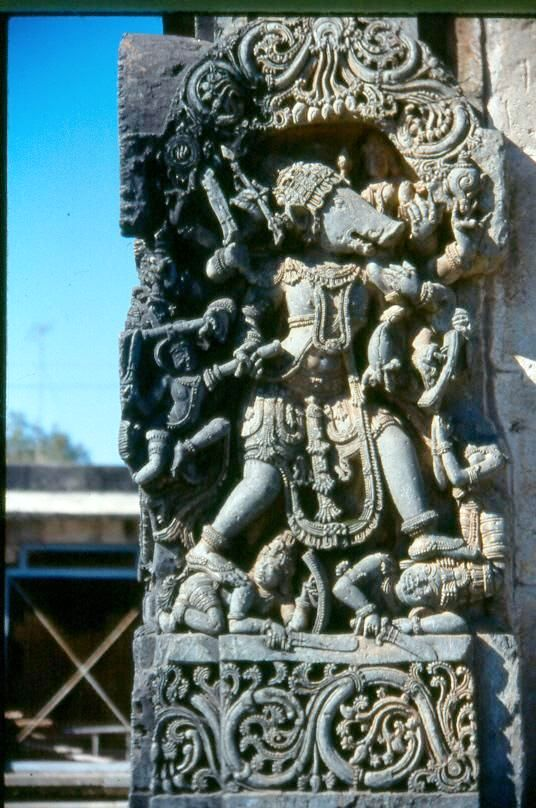
El avatar Varaja (jabalí), en Halebid (India).

La palabra también se utiliza para referirse a encarnaciones de dioses o a maestros muy influyentes de otras religiones aparte del hinduismo, especialmente a los adherentes a tradiciones dhármicas cuando tratan de explicar a personajes como Cristo.
La palabra avatar no aparece en la literatura védica; sin embargo, aparece en formas desarrolladas en la literatura postvédica y como sustantivo particularmente en la literatura puránica después del siglo VI d. C.. A pesar de eso, el concepto de un avatar es compatible con el contenido de la literatura védica, como los Upanishads, ya que es la imaginería simbólica de la Saguna Brahman, concepto en la filosofía del hinduismo. El Rigveda describe a Indra como dotado del misterioso poder de asumir cualquier forma a voluntad. El Bhagavad Gita expone la doctrina del avatara, pero con términos distintos a avatar.
Las escrituras del sijismo incluyen los nombres de numerosos dioses y diosas hindúes, pero rechaza la doctrina de la encarnación del salvador y respalda la opinión de los santos del movimiento bhakti hindú, como Namdev, de que el dios eterno sin forma está dentro del corazón humano, y el hombre es su propio salvador.

## Tipos de avatar
Según lo descrito en los textos hindúes puranas, un incontable número de avatares descendieron en nuestro universo.
Dentro del vaisnavismo, estos avatares fueron agrupados en diferentes tipos de acuerdo con la personalidad y el rol específico descrito en las Escrituras. No todos los avatares son reconocidos como encarnaciones completas o directas de Visnú, ya que algunos avatares se cree que son almas bendecidas o apoderadas con ciertas virtudes de origen divino, aunque son almas individuales o gemelas.

### Avatares purusha
Los purusha avataras se describen como los avataras originales de Visnú dentro del universo:
- Aniruddha
- Pradyumna
- Sankarshan
- Vasudeva

### Avatares guna
Las tres personalidades del Trimurti (la trinidad hindú) a veces son nombrados como los guna avataras, debido a que tienen el rol de controlar las tres modalidades (gunas) de la naturaleza, incluso aunque ellos no hayan descendido en la Tierra (en el sentido general del término avatar).
- Visnú: dios controlador de la modalidad de la bondad (sat-tuá).
- Brahmá: dios controlador de la modalidad de la pasión y el deseo (rayas).
- Shivá: dios controlador de la modalidad de la ignorancia (tamas).

### Avatares manvantara
Los avatares manu-antara (‘entre Manus’, que corresponden a la era de cada Manu) son los seres responsables de crear progenie dentro del universo.
Se dicen que son innumerables.
Para más información, ver: Manu.

### Avatares shaktyavesa
Las encarnaciones shakti-aveśa se clasifican en:
1. directa (sakshat)
2. indirecta (avesha).

Cuando el propio Visnú desciende, se le llama sakshat, o shaktyavesa-avatara directo, y cuando apodera a alguna persona para representarlo, esa persona es denominada encarnación aveśa o avesha-avatara.
Se dice que hay un gran número de avatares de este segundo tipo en particular.
Un ejemplo podría ser Nárada, Buda, o Parashurama (este último es el único de los diez avataras tradicionales que no es un descenso directo de Visnú.
De acuerdo con el vaisnavismo Sri, hay dos tipos de avatares secundarios:
- Visnú entra en un alma con su forma original (por ejemplo, Parashurama) o
- Visnú no entra en un alma con su propia forma original, sino que la apodera con poderes divinos extraordinarios (por ejemplo, Viasa, el escritor de los Vedas). Este avatar secundario se llama śakty-amśa-avatara (siendo śakti: ‘energía’, y amśa: ‘partícula’).

## Avatares de Visnú

### Daśāvatara: los diez avatares de Visnú en el «Garudá-purana»
Las diez encarnaciones más famosas de Visnú se llaman colectivamente Dasavatara (dasa en sánscrito significa ‘diez’).
Esta lista se encuentra en el Garudá-purana (1.86.10-11):
1. Matsia, el pez, apareció en satia-iugá.
2. Kurma, la tortuga, apareció en satia-iugá.
3. Varaja, el jabalí, apareció en satia-iugá.
4. Narasinja, la encarnación mitad hombre y mitad león, apareció en satia-iugá para matar al demonio Jirania Kashipú.
5. Vananá, el enano, apareció en treta-iugá.
6. Parashurama (‘Rāma con hacha’), apareció en treta-iugá.
7. Rama, el rey de Aiodhia, apareció en treta-iugá.
8. Krisna (el Negro, o el Atractivo) apareció en duapara-iugá, junto con su hermano Balaram. De acuerdo con el Bhágavata-purana, Balaram apareció en duapara-iugá (junto con Krisna) como encarnación de Ananta Shesha. La mayoría de los movimientos visnuistas lo cuentan como encarnación de Vishnú.
9. Buda (el Inteligente) apareció en kali-iugá.Las versiones de esta lista que no nombran a Buda como noveno avatar, enumeran a Balaram en su lugar.
10. Kalki (‘[destructor de la] impureza’), quien se espera que aparezca al final de kali-iugá (que comenzó en el año 3102 a. C., lo que debería suceder en el año 428.899.

### Avatares de Vishnú en el «Bhágavata-purana»
En el primer canto del Bhágavata-purana se enumeran 23 avataras principales:
1. Cuatro Kumaras [B-p 1.3.6] (cuatro sabios hijos bebés del dios Brahmá).
2. Varaha [B-p 1.3.7] (jabalí).
3. Nárada [B-p 1.3.8] (sabio volador).
4. Nara y Naraiana [B-p 1.3.9] (los gemelos).
5. Kapilá [B-p 1.3.10] (un avatar creado en el siglo XI para combatir la filosofía atea sankhia, del siglo VII a. C.).
6. Datátreia [B-p 1.3.11] (avatara combinado del trimurti Brahmā, Vishnú y Shivá).
7. Iagña [B-p 1.3.12] (Vishnú temporalmente en el rol del dios Indra).
8. Rishabha [B-p 1.3.13] (padre del rey Bharata).
9. Prithu [B-p 1.3.14] (el rey que embelleció la Tierra).
10. Matsia [B-p 1.3.15] (el pez).
11. Kurma [B-p 1.3.16] (la tortuga).
12. Dhanvantari [B-p 1.3.17] (padre del texto médico Áiurveda).
13. Mojiní [B-p 1.3.17] (mujer encantadora).
14. Narasinja [B-p 1.3.18] (hombre león).
15. Vamaná [B-p 1.3.19] (el enano).
16. Parasurama [B-p 1.3.20] (Rama con un hacha).
17. Viasa [B-p 1.3.21] (recopilador de los Vedas).
18. Rama [B-p 1.3.22] (el rey de Ayodhya).
19. Balaram [B-p 1.3.23] (hermano mayor de Krisna).
20. Krisna [B-p 1.3.23] (el vaquero).
21. Buda [B-p 1.3.24] (el engañador de los demonios).
22. Kalki [B-p 1.3.25] (el destructor de la suciedad).

Aparte de estos, otros tres avatares se describen más tarde:
23. Prisnigarbha [B-p 10.3.41] (hijo de Prisni).
24. Jaiagriva [B-p 2.7.11] (el caballo).
25. Jansá [B-p 11.13.19] (el cisne).
Después de enumerar al avatar Kalki, el Bhágavata-purana declara que los avataras de Vishnú son innumerables.
Sin embargo en ese contexto, esta lista de 25 avatares se considera que es la de los más importantes.

## Otras personas que han sido consideradas avatares
Aparte de los avatares del hinduismo que se enumeran en los Puranas y los Vedas, otros hindúes han sido considerados avatares (por sí mismos o por otros):
Algunos hindúes con una visión universalista, creen que las figuras centrales de varias religiones no hindúes fueron avatares (Los hinduistas más ortodoxos rechazan la idea de avatares fuera de su tradición). Algunas de esas figuras religiosas son:
- Zoroastro (siglo VII a. C.): creador del zoroastrismo.
- Majavirá (599-527 a. C.) creador del yainismo.
- Buda (460-380 a. C. aprox.) creador del budismo.
- Bahá'u'lláh (1817-1892) el profeta fundador de la religión bajai; sus seguidores creen que es el avatar Kalki.
- Mirza Ghulam Ahmad (1835-1908) fundador del movimiento ahmadiyya; decía ser el mesías prometido a los judíos, el Mahdi (profeta islámico) y el avatar de Krisna esperado por los hindúes.
- Ramakrisna (1836-1886) y Sarada Devi (1853-1920). Según Swami Vivekananda, su maestro RamaKrisna le dijo: «Aquel que fue Rama y fue Krisna, ahora es, en este cuerpo, Ramakrisna». Sarada Devi, quien fue casada con RamaKrisna en un tradicional matrimonio hindú, creía ser la encarnación de la diosa Kali.
- Shirdi Sai Baba (1838-1918) algunos de sus seguidores creían que desde su nacimiento era un ser iluminado, que poseía la salvación y que era avatar de Dattátreia y de Shivá.`
- Meher Baba (1894-1969) dijo que era el avatar Kalki (el último avatar de kali-iugá, que vendría sobre un caballo blanco).
- Jiddu Krishnamurti (1896-1986): Annie Besant y sus seguidores ocultistas europeos creían que era una encarnación de Maitreia, hasta que Krishnamurti los abandonó, manifestando que no era ningún avatar.
- Sathya Sai Baba (1926-2011) declaraba ser un avatar de Shivá, Shaktí y Krisna.
- Jesucristo: fundador del cristianismo.
- Shrii Shrii Shrii Ánandamúrti - Prabhat Ranjan Sarkar (1922-1990): avatar o Taraka Brahma (trantra), encarnación del Padre Supremo como Shivá y Krisna o jagatgurus (maestros del mundo).

## Crítica a los avatares contemporáneos
Según un discípulo de Ramakrishna:

Hoy, la doctrina avatara es excesivamente abusada por muchos hindúes y asistimos al extraño fenómeno de que cada discípulo de un gurú declara que su maestro es un avatar. Por eso el cristianismo delimitó la encarnación divina a un fenómeno único y por única vez. Esa hipótesis tiene puntos sólidos y también defectos, pero por lo menos supera el burdo abuso en que incurren muchos hindúes contra esta doctrina.
Swami Tapasyananda

En cambio, el gurú bengalí Swami Sivananda decía a sus discípulos que al gurú hay que verlo como a Dios, debido a que ha alcanzado la perfección espiritual y a que es el único vínculo entre las personas y Brahman. El gurú ha alcanzado la unión completa con Dios, inspira devoción en las demás personas y su sola presencia purifica el universo.

## Otra categorización de los avatares
Según la Nueva Era, los avatares pueden ser de tres tipos:[cita requerida]
- Manusíacos: se consideran encarnaciones organizadoras, creadores que habrían originado civilizaciones poderosas. Ejemplo de ellos podrían ser
  - Manu
  - Rómulo y Remo
  - Mahoma
  - Manco Cápac
  - Quetzalcóatl
  - Zoroastro
  - El-lal
  - Fuxi
- Bodhisátvicos (del sánscrito satua: bondad) son avatares que generalmente fundaron religiones o doctrinas espirituales. Ejemplo de ellos son
  - Buda
  - Krisna
  - Lao Tse
  - Tunupa
- Avatares no encarnados: serían dioses que cuidan y protegen a la humanidad sin encarnar nunca; aunque el término parece mal concebido, ya que representa una contradicción: avatar significa justamente ‘dios encarnado’.

## En español
El castellano ha tomado (a través del francés) la palabra sánscrita avatar (pluralizada como en español: “avatares”) con el significado de ‘fases‘, ‘vicisitudes’ o ‘cambios’.

### General
- MitologiaIndia.Idoneos.com (los avatares de Visnú).
- Proyecto de animación basado en las diez encarnaciones de Visnú (akumar.com). (en inglés)
- The Avatar site (avatar.org).
- La encarnación divina en el hinduismo y el cristianismo artículo de Ernest Valea (en inglés)
- Filosofía de la descendencia (avatar) de Dios (en inglés)
- Diagrama que muestra el 'árbol genealógico' de diferentes Avatares (en inglés)
- Descripción de los diferentes tipos de avatar (en inglés)
- fragmentos Letters on Yoga and The Life Divine (Cartas sobre el yoga y la vida divina), de Sri Aurobindo, sobre Krisna y Buda y la evolución de la conciencia y selecciones de El Círculo Gnóstico y el Boletín Vishaal de Patrizia Norelli-Bachelet sobre la afirmación de que Sri Aurobindo es el noveno de la línea hindú de los diez avatares (en inglés)
- Avatars of Lord Guru Datta (en inglés)
- Dasavatara stotra and the ten avataras (salagram.net).  (en inglés)
- Śrî Das'āvatāra Stotra: composed by Śrî Jayadeva Gosvāmî (incluyendo fichero audio). (en inglés)
- Avatares con significados (srivaishnavam.com). (en inglés)
- Significado de Parashurama y avatar Avesha. (en inglés)
- Tipos de avatares; respuestas a preguntas #67-70. (en inglés)
- Avatars categorizados dentro de Gaudiya Vaisnavisam

### Publicaciones académicas
- Avatars (Incarnations or Descents) of Visnú
- Dasavatar discussion with meanings
- Krisna's avataras (Krishna.com).
- Explores the claims made by various possible Avatars

- Datos: Q83090
- Multimedia: Avatar / Q83090